# Бенино-тоголезские отношения
Бенино-тоголезские отношения — двусторонние дипломатические отношения между Бенином и Того. Протяжённость государственной границы между странами составляет 651 километр.

## История
Между странами сложились дружественные отношения. Негативным фактором осложняющим отношения между государствами является внутренняя политическая нестабильность Того, вследствие чего в Бенин прибывало большое количество беженцев из этой страны. Правительство Бенина прикладывало усилия в качестве посредника для разрешения внутренних неурядиц соседнего государства. 
В 2001 году правительство Бенина сделало заявление, что вооружённые силы Того без согласования переместили пограничные столбы. Для разрешения кризиса была создана совместная межправительственная комиссия. Правительства обоих государств продолжают вести переговоры по финансированию строительства гидроэлектростанции Аджрала на реке Мона.

## Дипломатические представительства
- Того содержит посольство в Котону[5].